# Nature Reviews Genetics
Nature Reviews Genetics es una revista mensual publicada por Nature Portfolio. Fundada en el año 2000, abarca la genética moderna en su totalidad. Su editora jefe es Linda Koch. La revista publica artículos de revisión y perspectiva escritos por expertos en el campo, sujetos a revisión por pares. Cada número también incluye artículos destacados de investigación: breves resúmenes escritos por los editores que describen trabajos de investigación recientes.
Según Journal Citation Reports , la revista tiene un factor de impacto de 59,943 en 2021, lo que la sitúa en el primer puesto entre 175 revistas en la categoría «Genética y Herencia».

## Métricas de revista
2025
- Web of Science Group : 53.242
- Índice h de Google Scholar: 421
- Scopus: 24.795

La revista ocupa el tercer puesto en el apartado de las revistas de Genética & Genómica en Google Scholar con un índice h5 de 119.